# Port lotniczy Bordż Mochtar
Port lotniczy Bordż Mochtar (IATA: BMW, ICAO: DATM) – port lotniczy położony w Bordż Badżi Mochtar, w prowincji Bordż Badżi Mochtar, w Algierii.

## Kierunki lotów i linie lotnicze
| Linia Lotnicza | Kierunek                |
| -------------- | ----------------------- |
| Air Algerie    | 1. Adrar 2. Tamanrasset |